# Мехтиев, Эмин Натиг оглы
Эмин Натиг оглы Мехтиев (азерб. Mehdiyev Emin Natiq oğlu; 22 сентября 1992, Баку) — азербайджанский футболист, полузащитник.

## Клубная карьера
Является воспитанником бакинского «Нефтчи», в дубле которого начинал своё выступление в 2009 году. В 2010 году перешёл в основной состав «нефтяников», где за один сезон сыграл 23 матча и забил один мяч. В том же, 2010 году, на правах аренды перешёл в ФК «Апшерон» Баку, где выступал в течение одного сезона. Проведя в основном составе 17 игр, отметился 7 забитыми мячами. В 2011 году возвращается в бакинский «Нефтчи», где и выступает по сей день.
В сезонах 2012/13 и 2013/14 годов провел в составе ФК «Нефтчи» Баку 2 игры в Лиге чемпионов и 4 игры в Лиге Европы. Дебютным оказался первый матч второго квалификационного раунда Лиги чемпионов УЕФА против грузинского «Зестафони», состоявшийся в Баку, на стадионе «Далга Арена» 17 июля 2012 года, в котором бакинцы победили со счетом 3:0. При этом футболист вышел на замену на 82 минуте матча.

## Сборная Азербайджана
Эмин Мехтиев имеет опыт выступления за юношеские (U-17 и U-19) и молодёжную сборные Азербайджана.
В 2008 году призывался в состав юношеской сборной Азербайджана до 17 лет для участия в отборочном раунде Чемпионата Европы.

## Достижения
В составе ФК «Нефтчи» Баку завоёвывал нижеследующие титулы:
- Дважды, в сезонах 2011/12 и 2012/13 годов становился чемпионом Премьер-Лиги Азербайджана.
- Победитель Кубка Азербайджана сезона 2012/13 годов, финалист сезона 2011/12 годов.
- Финалист Суперкубка Азербайджана 2013 года.[6]